# 황금랑구르
황금랑구르 (Trachypithecus geei)는 구세계원숭이의 일종이다. 인도 아삼 주 서부의 작은 지역과 부탄의 검은 산맥에 인접하는 산기슭의 작은 언덕에서 발견된다. 인도에서 가장 멸종 위험이 높은 영장류의 하나이다. 히말라야에 사는 사람들로부터 오랫동안 신성시되어 왔으며, 1950년대에 박물학자 에드워드 프리차드 지에 의해 과학적으로 처음 주의를 끌었다.
황금랑구르는 선명한 황금빛부터 밝은 크림색의 머리털과, 검은 얼굴 그리고 50 cm에 이르는 매우 긴 꼬리가 있다. 대체로 이 랑구르는 높은 나무에서만 생활하며, 가지 사이를 건너뛸 때 긴 꼬리로 균형을 잡는다. 우기철 동안에는 나뭇잎에 흠뻑 젖은 이슬과 빗물에서 물을 얻는다. 먹이는 익은 과일과 생 과일, 어린잎과 다 자란 잎, 떡잎과 새싹, 꽃 등으로 이루어진 초본 식물이다.
분포 지역은 매우 좁아서, 인도 아삼주 내의 남쪽으로 브라마푸트라강, 동쪽으로 마나스강, 서쪽으로 산코시(Sankosh) 강과 북쪽으로는 부탄의 블랙마운틴산맥으로 둘러싸인 제한된 지역(차크라실라 야생 보호 구역)에 분포한다. 생물지리학적 방벽때문에, 밀접한 관계가 있는 도가머리랑구르 (Trachypithecus pileatus)로부터 종분화가 일어난 것으로 보인다. 일반적으로 약 8마리씩(때로는 50마리가 되기도 한다.) 무리를 지어 생활하며, 이 집단은 한 마리의 수컷과 여러 마리의 암컷으로 이루어져 있다. 황금랑구르는 현재 멸종위기종으로, 2001년 개체수가 모두 1,064마리로 기록되었으며, 인간 활동의 영향으로 서식지가 줄어들고, 개체수의 감소를 보여주는 갓 태어난 새끼와 어린 새끼들의 부족이 나타나고 있다. 그러나 일부 단편적으로, 아삼 주의 코크라자르 구, 나약가온의 고무나무 농장에서 보호되고 있는 개체수는 1997년 38마리에서 2002년에 52마리로 증가했다. 또한 마른 고무나무 씨앗에 의존해 산다.
이 루뚱원숭이는 왕축(Wangchuk, 2002년)에 의해 제안된 2종의 아종이 알려져 있다.:
- Trachypithecus geei geei
- Trachypithecus geei bhutanensis